# Охрана на труда
Охраната на труда, наричана също безопасност и здраве на работното място, е междудисциплинарна област, занимаваща се с предпазването и осигуряването на защита, здраве и благосъстояние на работещите хора по време на работа.
Целта на всички професионални здравни и свързани с безопасността програми е да се стремят към създаване на безопасно място за работа. Като вторичен ефект това има смисъл на защита за колегите, членовете на семействата, клиентите, близките общности или други членове на обществото, които могат да бъдат повлияни. Това е област, която може да включва взаимодействия между предметни области като трудова медицина, индустриална и трудова хигиена, обществено здраве, безопасен инженеринг, химия, здравна физика.

## Дефиниция
От 1950 г. Международната организация по труда и Световната здравна организация споделят обща дефиниция за трудово здраве. Тя е приета от обща МОТ и СЗО Комисия по трудово здраве на нейната първа сесия през 1950 и обновена на нейната 12-а сесия от 1995 г. Дефиницията е следната: „Трудовото здраве има следната цел: да поддържа най-висока степен на физическо, умствено и социално благосъстояние на работещите във всички професии; превенция по отношение на работещите към нарушаване на тяхното здраве, причинено от условията на техния труд; защита на работещите в тяхната заетост от рискове, произтичащи от негативни и вредни фактори по отношение на здравето, полагането и поддържането на работещия в работни условия, пригодени за физиологичните му и психически възможности, и, като цяло, адаптацията на работата към човека и на всеки човек към неговата работа“.

## Отношение към здравна психология на работното място
Психология на здравето на работното място (на английски: Occupational health psychology, OHP) e близка дисциплина, едно относително ново поле, което съчетава елементи на изследванията в областта на здравето и безопасността на работното място, индустриалната и организационна психология и здравната психология. Полето се занимава с идентифициране на психологическите фактори, свързани с работата, които могат да имат съответното вредно въздействие върху здравето на тези, които работят.

## Световен ден за безопасност на труда
Световният ден за безопасност на труда (по инициатива на ООН) се чества всяка година на 28 април. Той насочва към ангажираността с безопасността на работното място и съзнанието за измеренията и последствията от трудово-свързани инциденти и заболявания, за необходимостта от поставяне на безопасността и здравето на работното място на световен и национален дневен ред, да се даде подкрепа към националните усилия за подобряване на националните БЗРМ системи и програми, които да бъдат релевантни на международните (или най-високи в света) стандарти.